# Coloration chez les papillons
Il existe une grande diversité de formes et de couleurs associées aux ailes des papillons. De nombreux mécanismes sont à l'origine de l'évolution de la coloration des papillons et de la diversité phénotypique des papillons actuels tels que la sélection naturelle, la sélection sexuelle, les stratégies anti-prédation (mimétisme batésien, mimétisme müllérien,  le cryptisme c'est-à-dire la faculté des êtres vivants à se confondre avec leur environnement) ou encore les aspects développementaux et la plasticité phénotypique.

## Deux types de couleurs chez les papillons

### Couleurs chimiques
La couleur chimique est produite par la biosynthèse de pigments qui vont absorber certaines longueurs d'onde et en réfléchir d'autres. La couleur perçue par nos yeux correspond aux longueurs d'onde réfléchies.
Les couleurs comme le rouge, le jaune et le noir sont particulièrement représentées chez les papillons. Malgré leur brillance, elles permettraient soit de se fondre dans l'arrière-plan lorsqu'elles sont associées à des rayures ou autres motifs, soit d'avoir plus de contraste lorsque ce sont des couleurs pleines. Les motifs et couleurs employés dépendent donc de leur utilité (camouflage, sélection sexuelle, etc.).
Selon la position et l'orientation du papillon et de ses ailes, la symétrie du motif rend plus difficile la détection ou augmente l'évitement des prédateurs.
Les papillons de couleur rouge, jaune et/ou noir sont moins visibles à l'ombre que des papillons d'autres couleurs. Ces couleurs ont toutes une grande chromaticité (valeur représentant la qualité d'une couleur sans comprendre sa luminosité) et un contraste lumineux.

### Couleurs structurelles
La couleur structurelle ou physique est produite à l'aide de structures nanoscopiques qui améliorent la réflectivité de certaines longueurs d'onde et peut produire des couleurs perçues différentes et irisées.
Par exemple les Lycaenidae Polyommatinae également appelés argus ou azurés de par leurs nuances bleutées possèdent des ailes d'une nanostructure de type "pepper-pot" (littéralement "poivrier") qui permet de décrire un agencement des nanostructures avec des arêtes qui entourent une surface perforée. Cette structure, composée majoritairement de chitine et d'air, permet aux différentes espèces de Lycaenidae de distinguer aussi bien les partenaires sexuels que les compétiteurs. Plus précisément, une variation dans la nanostructure va modifier de façon quantitative et qualitative la nuance de bleu des ailes dorsales de l'animal. Elle est souvent non détectable par l’œil humain mais les ommatidies des yeux composés des papillons possèdent quatre types de photorécepteurs qui permettent de distinguer ces variations. 
Chez une autre espèce, Bicyclus anynana, l'évolution de la couleur s'est faite par modification structurelle des écailles (augmentation de l'épaisseur) et physique (diminution d'absorption par les écailles). En effet, parmi les 80 espèces du genre Bicyclus, certaines ont évolué d'une couleur marron vers des motifs bleutés en milieu naturel. Cette évolution a été reproduite en laboratoire par sélection artificielle.

## Mécanismes d'évolution de la coloration
Il faut remarquer que la coloration des ailes chez la plupart des papillons est différente sur la partie dorsale, visible quand le papillon a les ailes ouvertes, et ventrale quand il a les ailes fermées. La sélection naturelle aurait joué un rôle sur les parties ventrales des ailes (avec une coloration généralement type "camouflage") et la sélection sexuelle un rôle pour les parties dorsales des ailes (avec plutôt des couleurs vives pour attirer les partenaires par exemple). 

### Sélection naturelle et prédation
La sélection naturelle est l'un des grands mécanismes jouant un rôle dans l'évolution. Les individus possédant des avantages en termes de survie et de reproduction sont sélectionnés tandis que les autres sont éliminés. Il suffit d'imaginer un papillon dont la coloration le rend plus visible aux yeux des prédateurs: il sera consommé avant d'avoir eu le temps de se reproduire et ne contribuera donc pas à la génération suivante. La sélection sexuelle est également très liée à la pression de prédation (la pression exercée par le prédateur sur sa proie) ce qui entraîne des adaptations chez les individus concernés et donc leur évolution. En effet, l'apparition de caractères sexuels secondaires tels que des colorations ou des motifs extravagants attire les partenaires mais également les prédateurs. Il y a donc nécessairement un compromis (trade-off) entre survie et reproduction. 

#### Mimétisme batésien

##### Mimétisme chez les deux sexes au sein d'une espèce
Le mimétisme batésien est une forme de mimétisme impliquant trois acteurs : une espèce modèle, un imitateur de l'espèce modèle et un prédateur qui affecte la mortalité des deux premiers acteurs. 
L'espèce modèle avertit par aposématisme sa non-profitabilité à la consommation au prédateur (mauvais goût et/ou toxicité chez les papillons). Le prédateur apprend ainsi à éviter cette espèce par reconnaissance visuelle des motifs et couleurs. Des motifs simples (rayures, points, etc.) semblent faciliter et accélérer l'apprentissage de l'évitement par les prédateurs.
L'espèce imitatrice qui ne cause pas de désagrément au prédateur a un avantage sélectif puisqu'il profite du même signal d'avertissement que l'espèce modèle et augmente ainsi sa survie par diminution du taux de prédation. 
Il a été mis en évidence une relation entre intensité du désagrément et vitesse d'apprentissage chez les prédateurs. Ainsi un imitateur imparfait peut être sélectionné si son modèle est extrêmement toxique ou répugnant . Le taux de survie des imitateurs augmente avec le perfectionnement de la ressemblance au modèle. Les imitations parfaites sont mieux protégées que les imitations intermédiaires qui doivent présenter un ressemblance suffisante pour que les bénéfices soient supérieurs aux coûts de la coloration,.
Lorsque l'imitateur est en forte proportion il perturbe le processus d'apprentissage du prédateur qui aura une plus forte probabilité de rencontrer l'imitateur que l'espèce modèle. Dans ce cas le mimétisme est contre-sélectionné puisque le taux de mortalité des deux espèces augmente. C'est également valable lorsque l'espèce modèle disparaît. Ainsi le mimétisme batésien est un processus fréquence-dépendant.

###### Exemple deLimenitis archippus,Danaus plexippusetDanaus gilippus

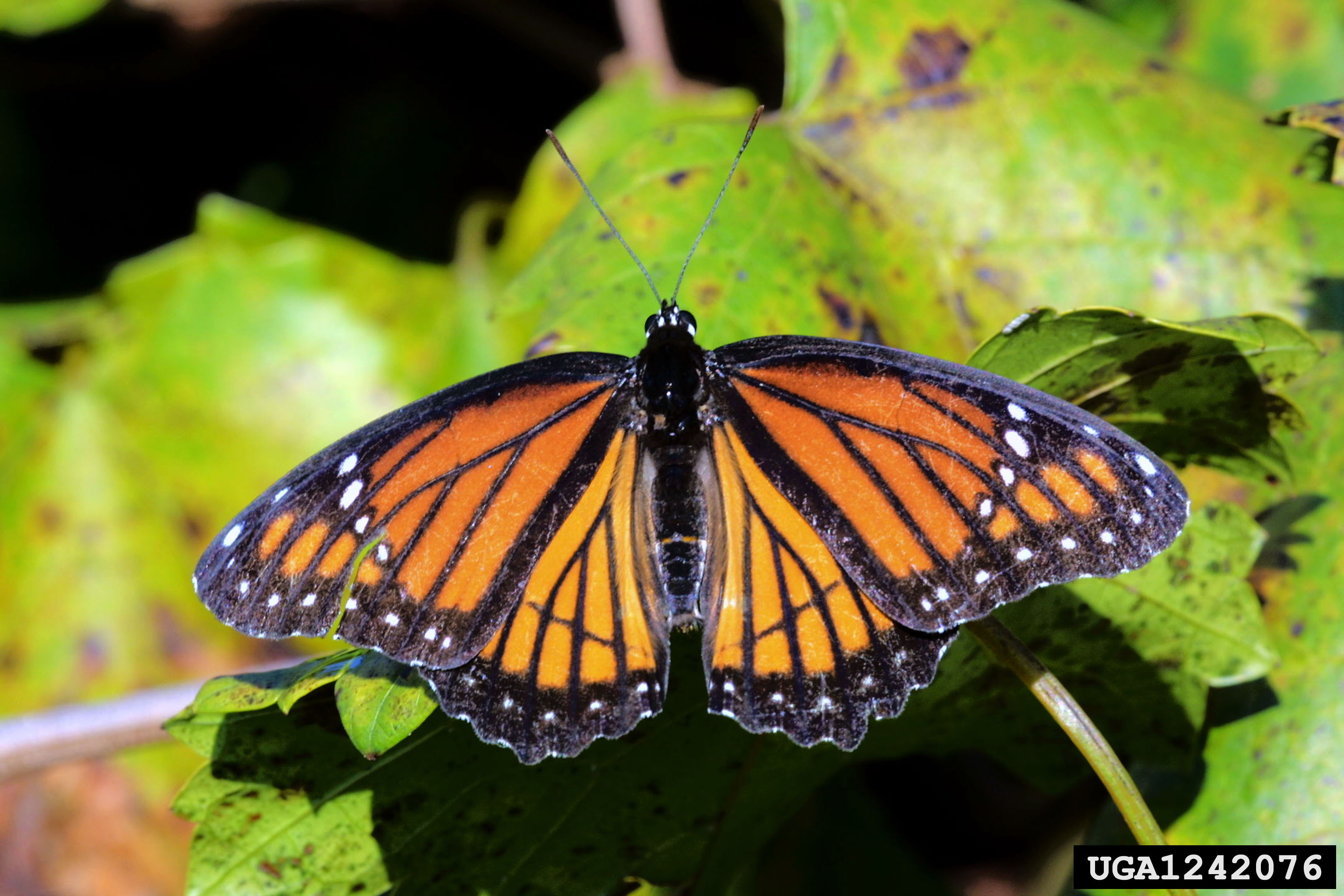
Limenitis archippus ou Vice-roi

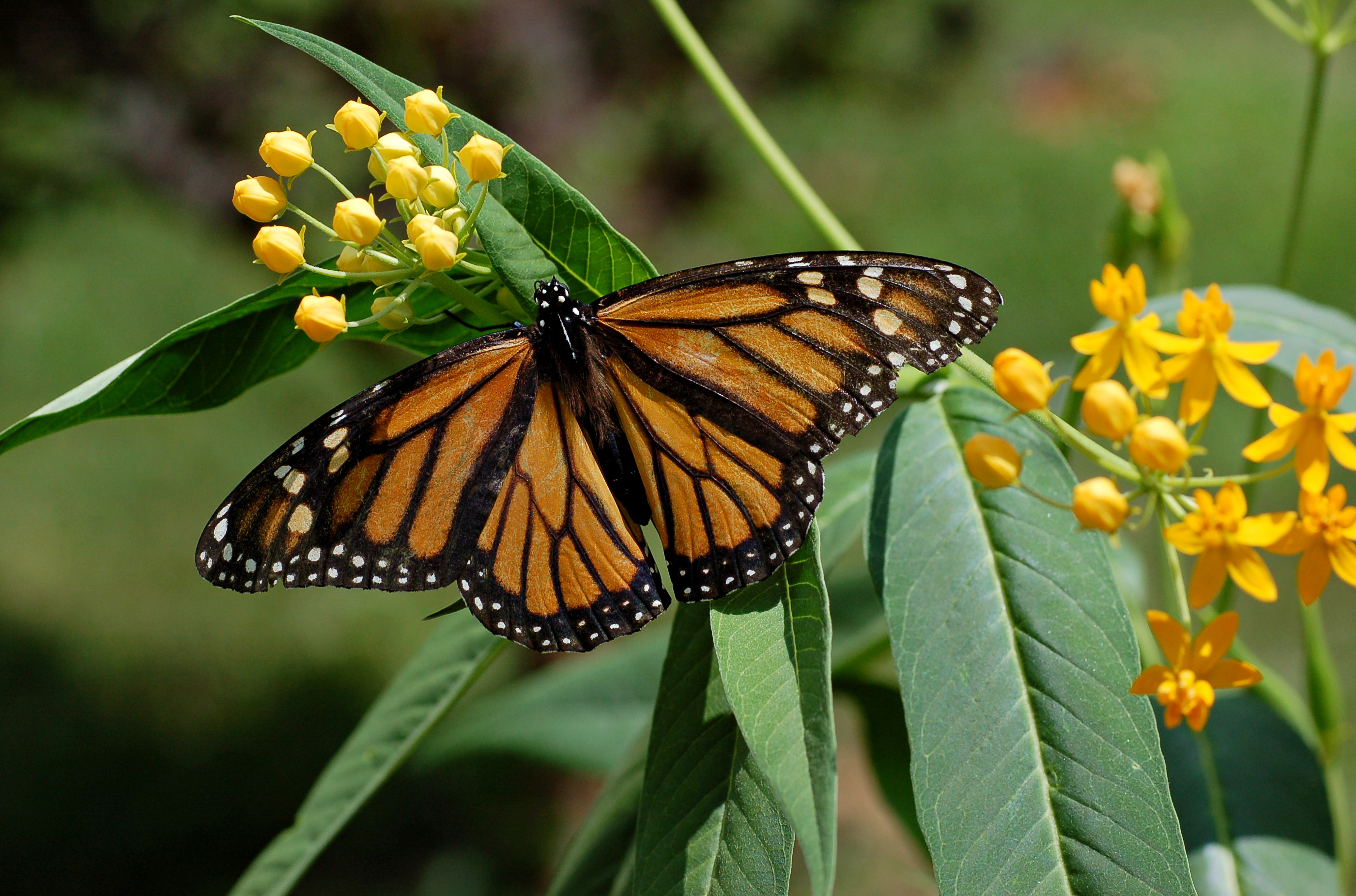
Danaus plexippus ou Monarque

Limenitis archippus, communément appelé Vice-roi, a une distribution géographique allant de l'est au sud des États-Unis d'Amérique dont certaines zones sont partagées avec Danaus plexippus, appelé Monarque, à l'est et Danaus gilippus, appelé Queen, au sud. Une même espèce peut donc changer d'un motif à l'autre au cours de l'évolution selon sa répartition géographique et l'espèce modèle qu'elle côtoie. Cela correspond à la divergence de phénotypes héritables et implique donc une sélection directionnelle (type de sélection naturelle qui favorise les phénotypes extrêmes d'une population).

###### Exemple deLimenitis arthemisetBattus philenor

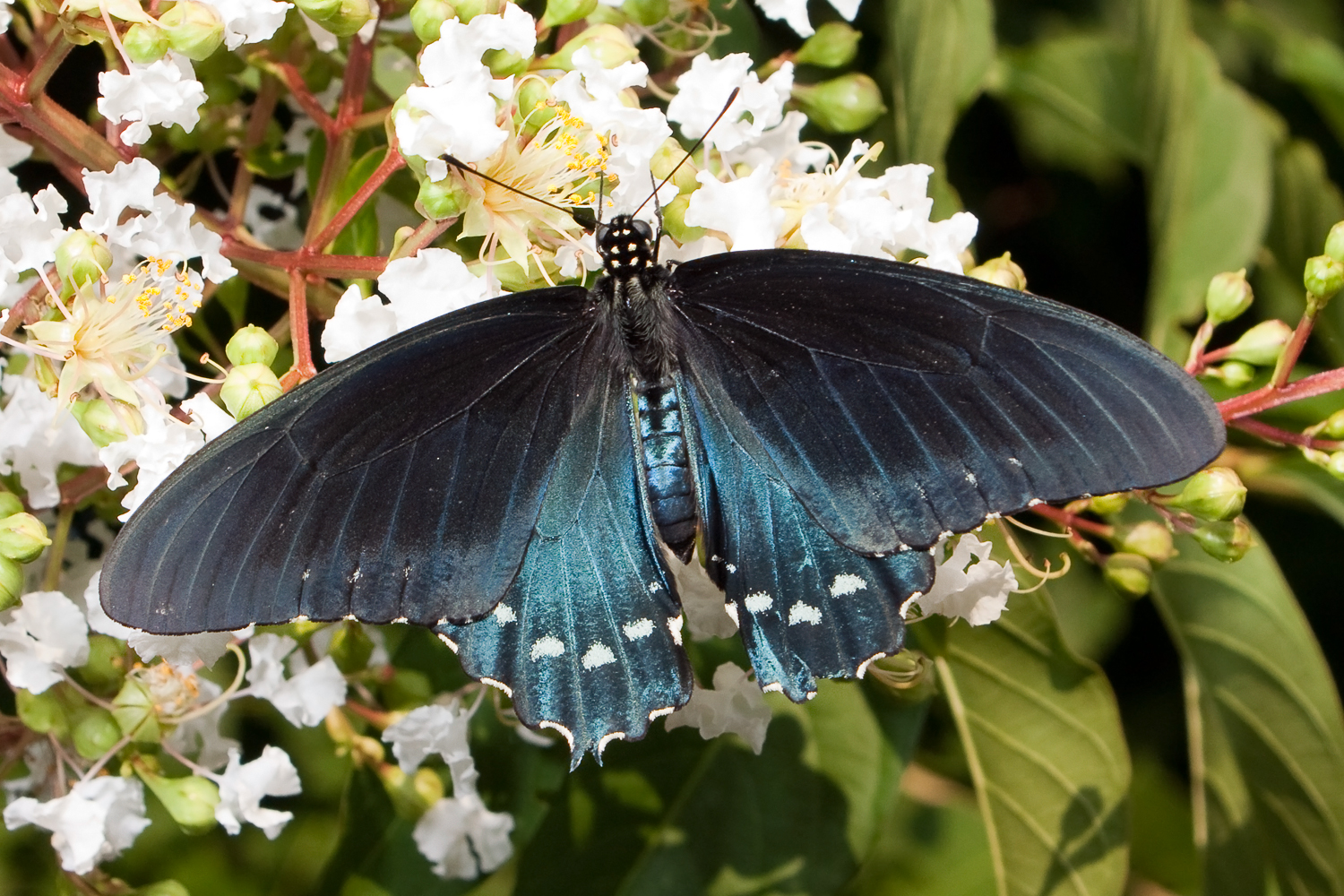
Battus philenor ou Pipevine Swallowtail

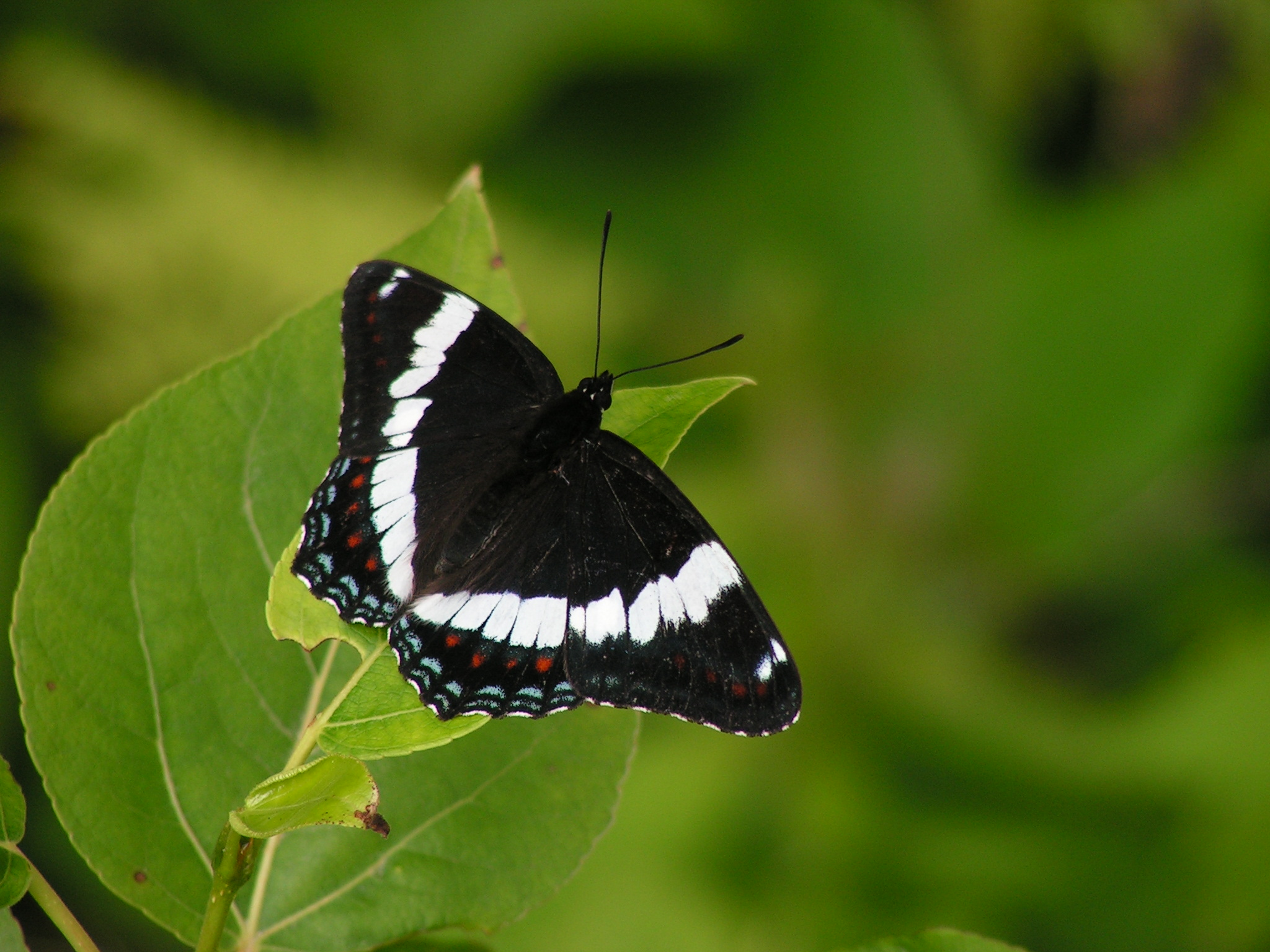
Limenitis arthemis arthemis

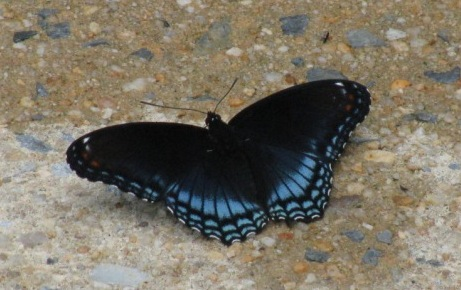
Limenitis arthemis astyanax ou Red-spotted purple

De nombreuses études théoriques et expérimentales ont été réalisées sur la fréquence dépendance du mimétisme batésien mais l'observation de cette propriété en milieu naturel est plus compliquée. Ries & Mullen (2008) ont examiné chez Limenitis arthemis comment la distribution et l'abondance d'un modèle se défendant chimiquement influencent la force de sélection dans le cadre du mimétisme batésien. 
Il existe chez cette espèce nord-américaine des populations non mimétiques (Limenitis arthemis arthemis) et d'autres mimétiques (L. a. astyanax), qui ressemblent au Papilionidae toxique Battus philenor. Les auteurs ont cherché à déterminer si la distribution de la forme mimétique dépendait de la présence du modèle et de sa proportion. 
L'absence du modèle ne favorise pas le maintien de la forme mimétique L. a. astyanax. En revanche, la contre-sélection de la forme mimétique lorsque le modèle est rare n'a pas été vérifiée. Battus philenor étant hautement toxique, cela implique que même à faible densité il est avantageux pour l'imitateur de maintenir son mimétisme.
Ainsi l'évolution de la coloration chez les papillons mimétiques batésiens est influencée par la sélection naturelle et la fréquence-dépendance de l'espèce modèle et donc de sa localisation géographique.

##### Mimétisme chez un seul sexe au sein d'une espèce
Dans certaines espèces, les deux sexes font du mimétisme, dans d'autres, seules les femelles sont mimétiques. Deux mécanismes ont été proposés pour comprendre pourquoi seules les femelles font du mimétisme comme chez les familles Pieridae ou Papilionidae, chez la sous-famille Danaidae, ou encore l'espèce Papilio polytes : 
- Les mâles mimétiques allouent plus d'énergie à leur coloration et sont désavantagés lors de la compétition intrasexuelle pour un territoire en raison des coûts de la coloration en terme énergétique (biosynthèse des pigments). Les mâles mimétiques seraient alors désavantagés pour la reproduction car le choix des femelles s'oriente vers des territoires attractifs possédés par les mâles non mimétiques.
- Les études ont montré que les femelles se font plus prédater que les mâles. L'hypothèse de cette différence s'explique par le fait que les femelles portant des œufs sont plus lourdes, moins agiles et lentes à l'envol. Le bénéfice des femelles par le mimétisme est alors beaucoup plus important que les coûts de coloration. La fréquence dépendance impose que les mimétismes rares soient les plus efficaces et durables.

#### Mimétisme müllerien
Fritz Müller (1821-1897) propose en 1879 que deux espèces de papillons présentant des désagréments à la consommation et partageant le même pattern de coloration en tant que signal d'avertissement sont avantagées puisqu'elles répartissent le coût d'apprentissage des prédateurs par deux. Ce phénomène de convergence évolutive des patterns de coloration entre les différentes espèces de papillons s'appelle le mimétisme müllérien.

##### Exemple des papillons du genreHeliconius

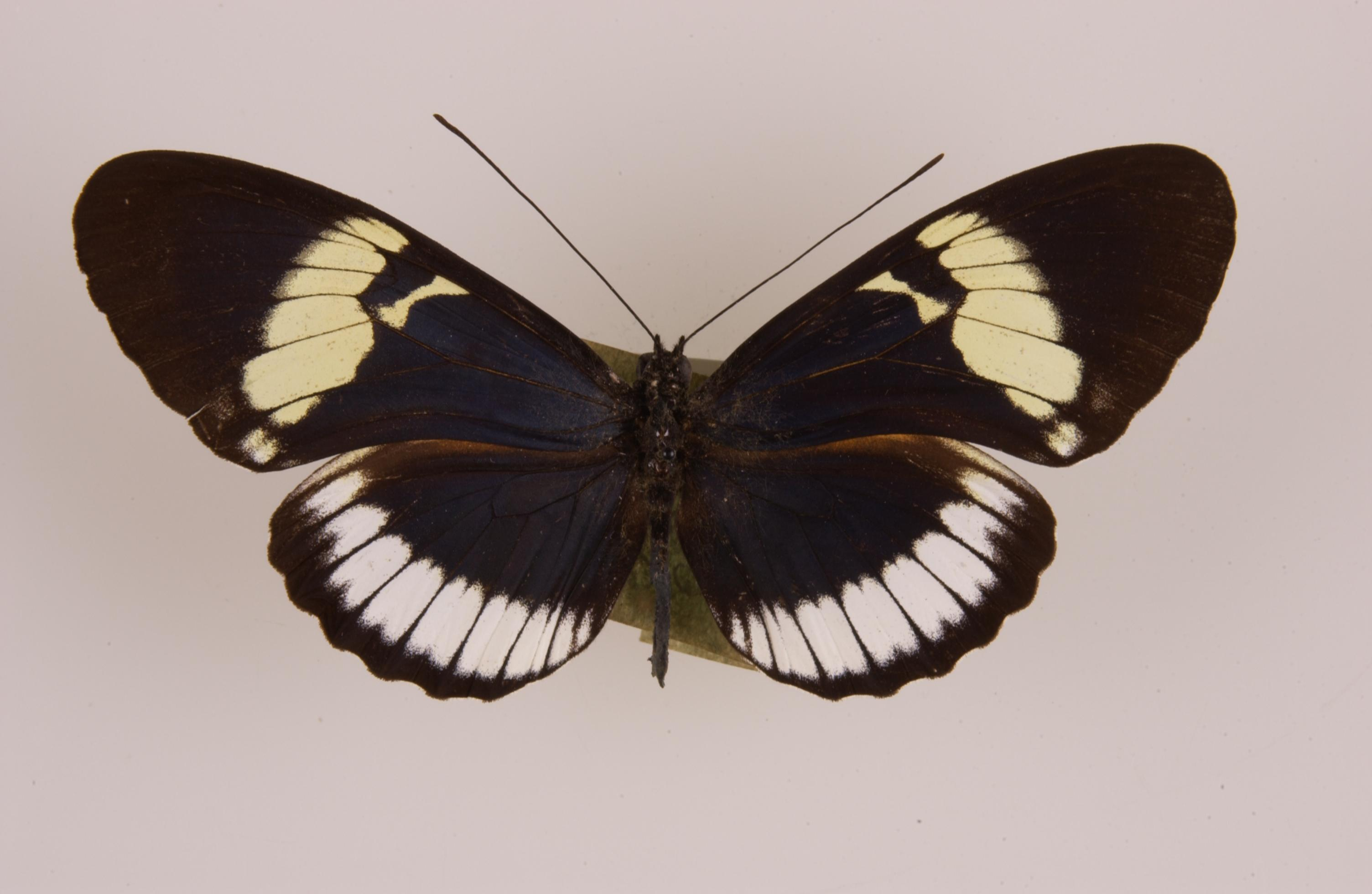
Helicocius cydno cydno ressemble à H. eleuchia

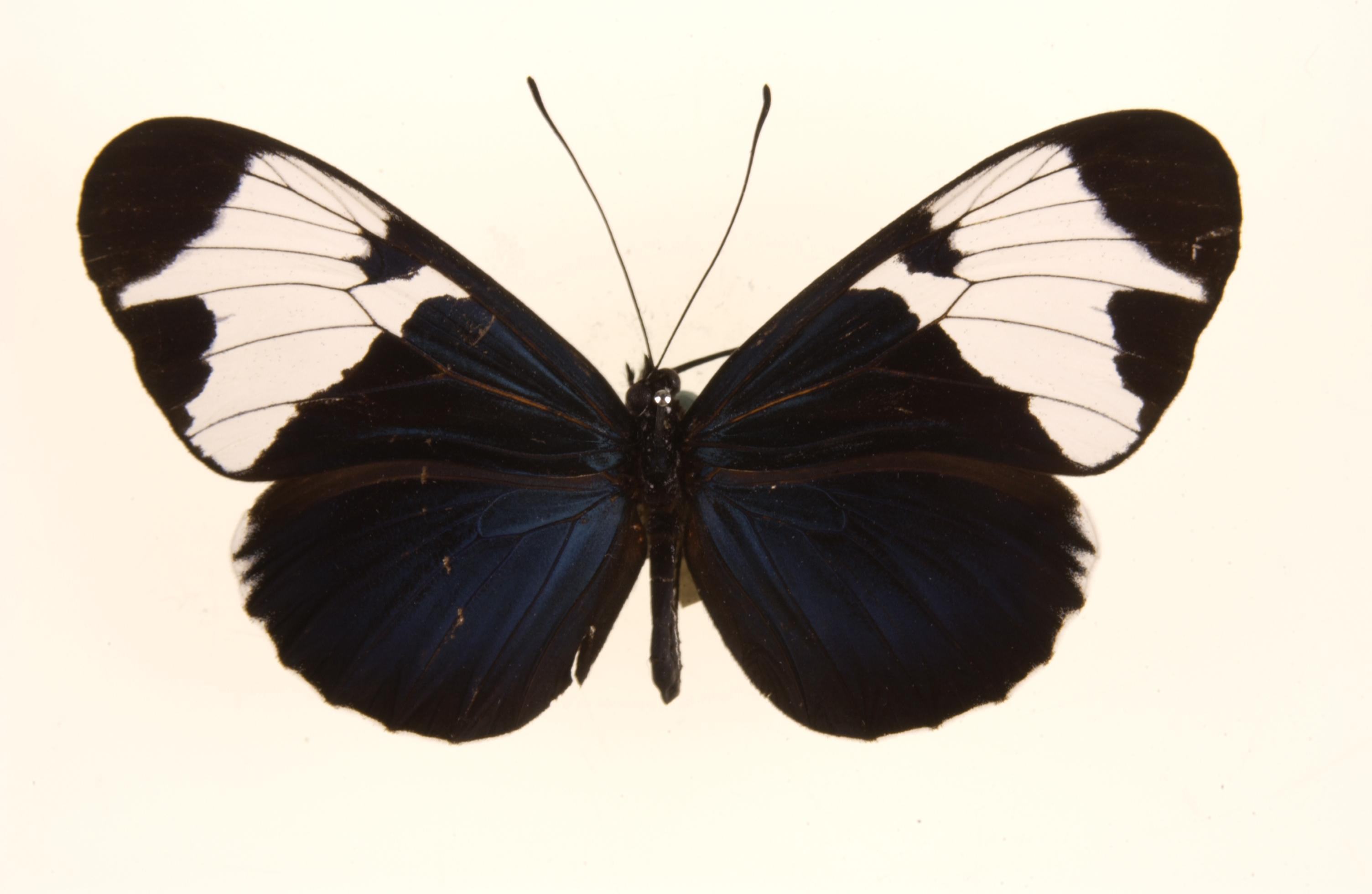
Heliconius sapho

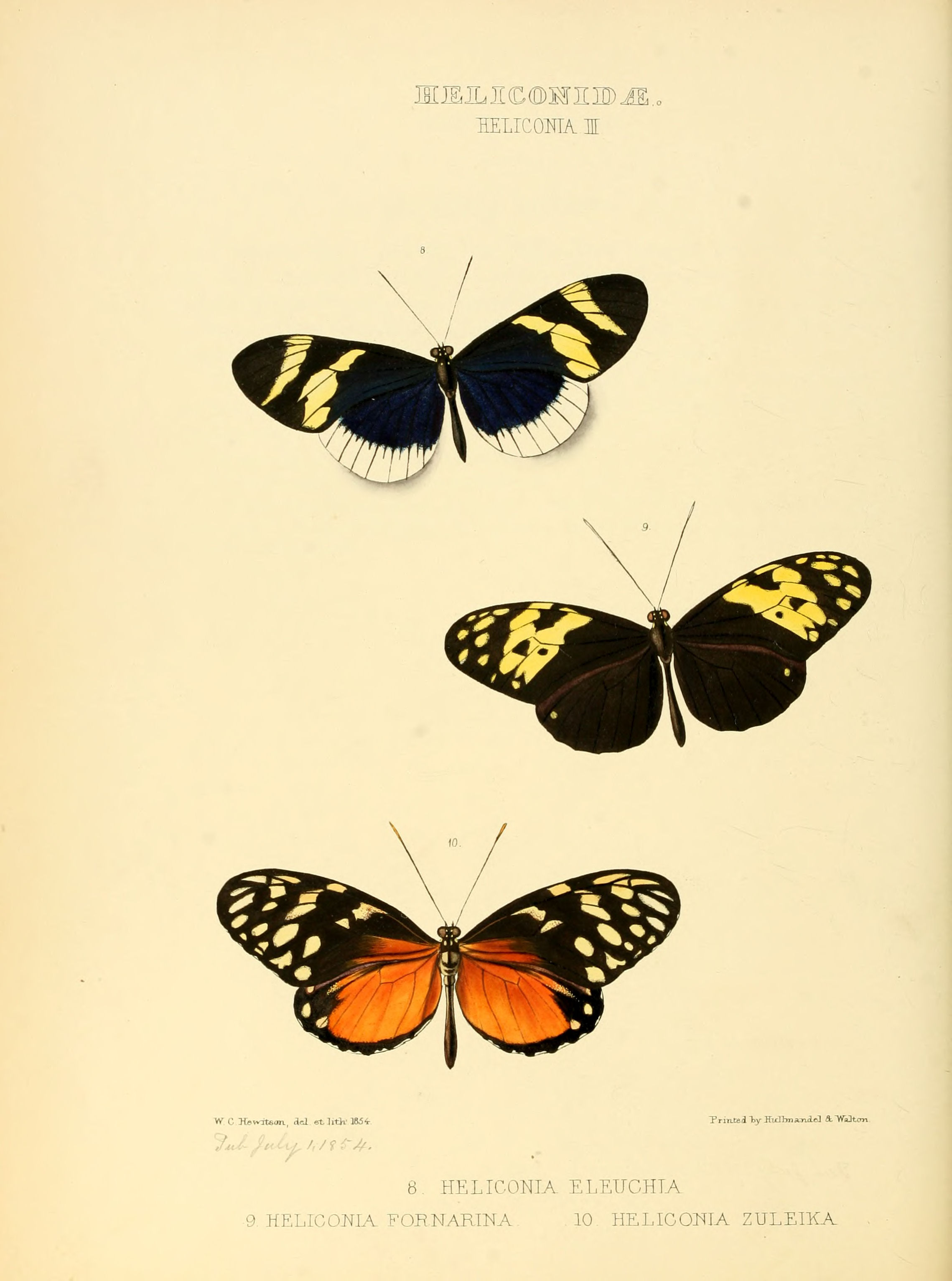
Heliconius eleuchia en haut

Kapan, D. D. (2001) a étudié le polymorphisme de Heliconius cydno qui, selon les régions, correspond au pattern de Heliconius eleuchia et Heliconius sapho. Dans les zones dites "hybrides" où ces trois espèces sont présentes, les deux morphes (jaune et blanc) de H. cydno varient en abondance relative. Des expériences ont été réalisées en transférant des individus H. cydno dans les zones où leur morphes sont différents ou bien certains éléments de leur pattern ont été cachés afin d'une part d'établir que les phénotypes rares se font plus prédater et d'autre part constater la densité-dépendance de ce type de mimétisme. 
Il a été montré dans cette étude que la prédation est un agent de sélection important dans l'évolution de la coloration chez les papillons. Les prédateurs éliminent rapidement les phénotypes inhabituels qui dévient car ils doivent attaquer un certain nombre de ces papillons pour apprendre à les éviter. Dans le cas de populations de forte densité, la pression de prédation sur les morphes rares est diminuée, ce qui permet l'apparition de nouveaux patterns et colorations et peut conduire in fine à une radiation adaptative des espèces.
Ainsi la théorie du mimétisme müllérien qui dit que des espèces impropres à la consommation devraient converger vers un seul et unique pattern aposématique peut être masquée par un effet densité-dépendant. En faible densité, les papillons aux patterns qui se ressemblent seront sélectionnés et en forte densité, l'apparition de nouveaux patterns subit moins de pression et n'est plus contre sélectionnée.

#### Cryptisme

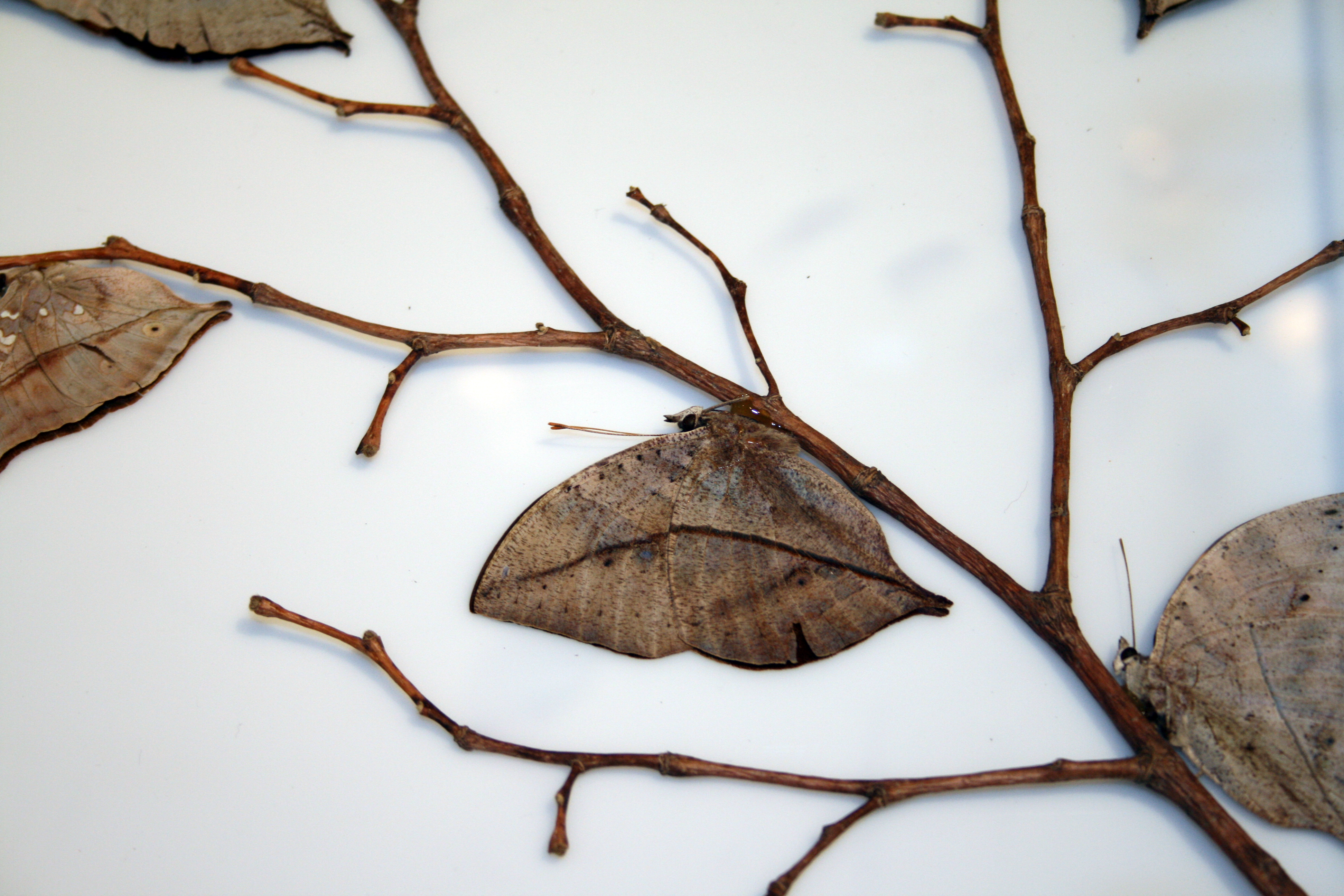
Kamilla inachus ressemble à une feuille morte

Le cryptisme est la capacité des organismes vivants à se confondre avec leur environnement. Il existe de nombreux papillons qui ont évolué de telle sorte qu'ils passent inaperçus à nos yeux tant ils se fondent avec leur substrat. Cette stratégie leur permet de se dissimuler aux yeux des prédateurs. En termes de sélection naturelle, les individus qui se fondent le mieux dans leur environnement se font moins repérer par les prédateurs et ont ainsi une meilleure valeur sélective. Au fur et à mesure des générations, le cryptisme est sélectionné tant qu'il est avantageux, se perfectionne et ce jusqu'à atteindre les limites intrinsèques de l'organisme.

##### Exemple de la phalène du bouleau,Biston betularia

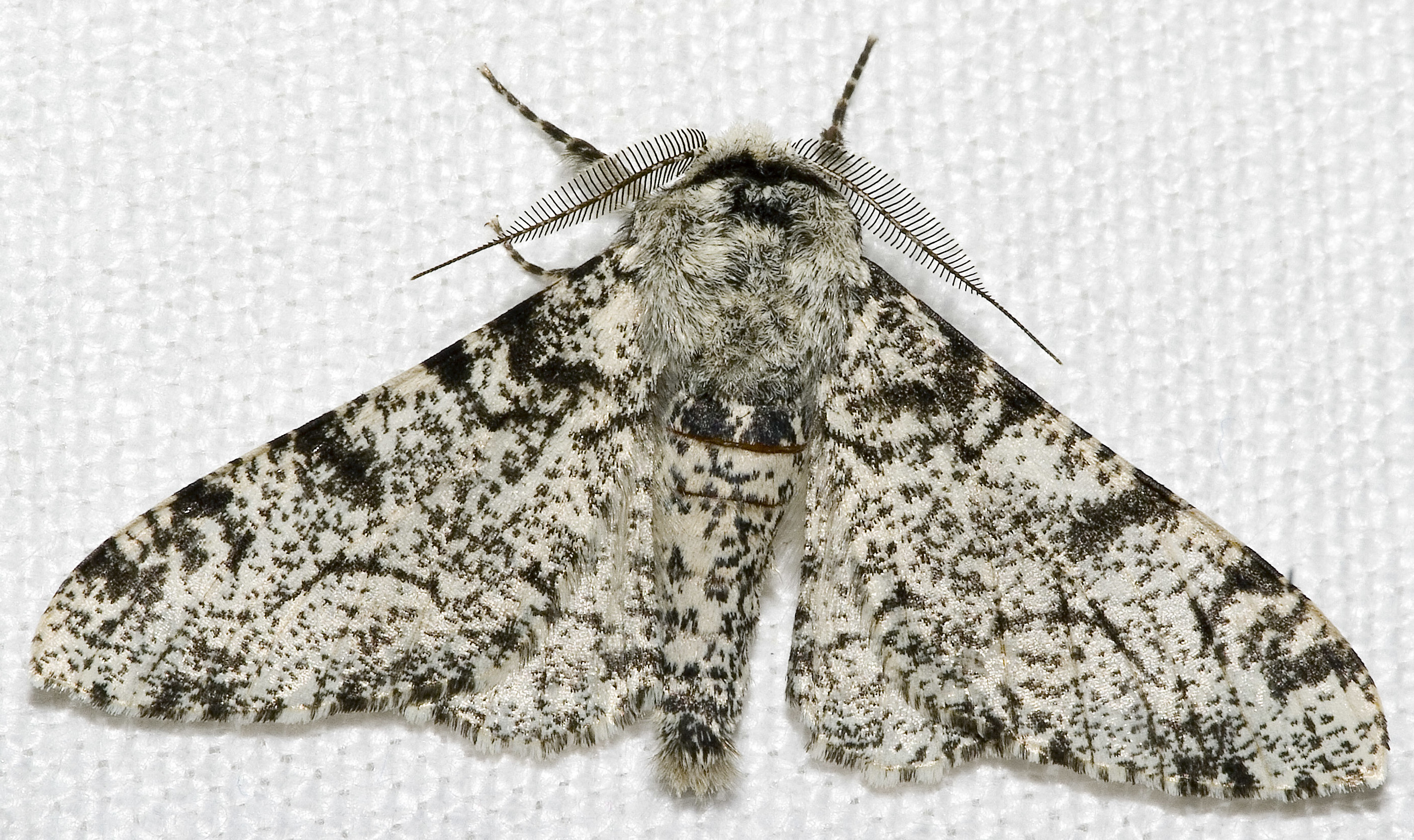
Biston betularia ou Phalène du bouleau

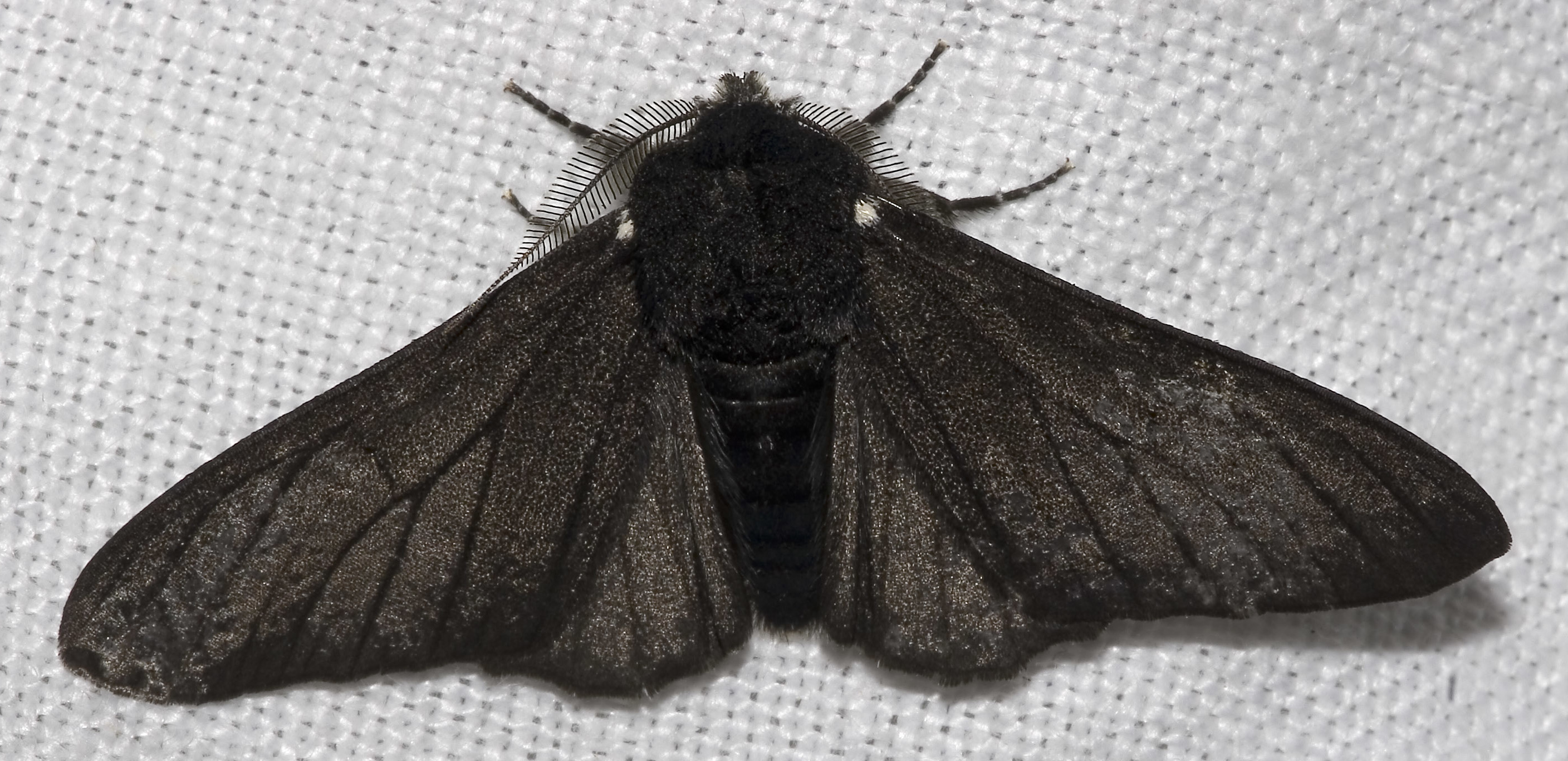
Biston betularia ou Phalène du bouleau de phénotype carbonaria

La phalène du bouleau, Biston betularia est un très bon exemple pour illustrer ce phénomène. En effet, durant la révolution industrielle, il existait trois phénotypes associés à cette espèce : le phénotype tacheté blanc et noir, le phénotype entièrement noir (carbonaria) et un phénotype intermédiaire (insularia). Ces différents phénotypes étant le résultat de l'expression de plusieurs allèles induisant des degrés de noirceur différents. Des études ont montré que le phénotype carbonaria était très largement majoritaire durant l'industrialisation et ce dû à une capacité de camouflage largement supérieure. En effet, l'industrialisation a eu un impact énorme sur le paysage, la faune et la flore locale : certains végétaux disparaissaient et l'environnement dans son ensemble s'était assombri permettant ainsi au phénotype carbonaria d'éviter plus efficacement la prédation que les deux autres phénotypes.

### Pression environnementale et plasticité phénotypique
Les patterns de coloration des espèces animales sont liés à l'adaptation à un environnement donné. La plasticité phénotypique représente la capacité d'un génotype à exprimer différents phénotypes selon les conditions environnementales. Les patterns induits physiologiquement peuvent ensuite être assimilés génétiquement dans la population.

#### Exemple deBicyclus anynana
Brakefield, P. M. et al. (1996) ont découvert quatre étapes fondamentales dans le développement des patterns d'ocelles chez B. anynana. Ces quatre étapes apparaissent comme de potentiels points de divergence dans les patterns d'ocelles au sein d'une espèce (polymorphisme génétique) et entre espèces différentes. 
B. anynana a deux formes saisonnières: la forme "saison humide" possède des ocelles ventrales visibles alors que la forme "saison sèche" a une apparence plus cryptique c'est-à-dire qu'elle se confond avec l'environnement (camouflage). Dans les populations naturelles de B. anynana, les larves qui grandissent dans un environnement chaud et humide se développent en adulte de forme "saison humide" tandis que celles grandissant lors de la transition de humide à sec et lors de la baisse des températures se développent en adulte de forme "saison sèche" cryptique. 
L'existence des différents patterns adulte de B. anynana montre que la voie de développement des ocelles est plastique et sous influence environnementale.

#### Exemple du genreVanessa

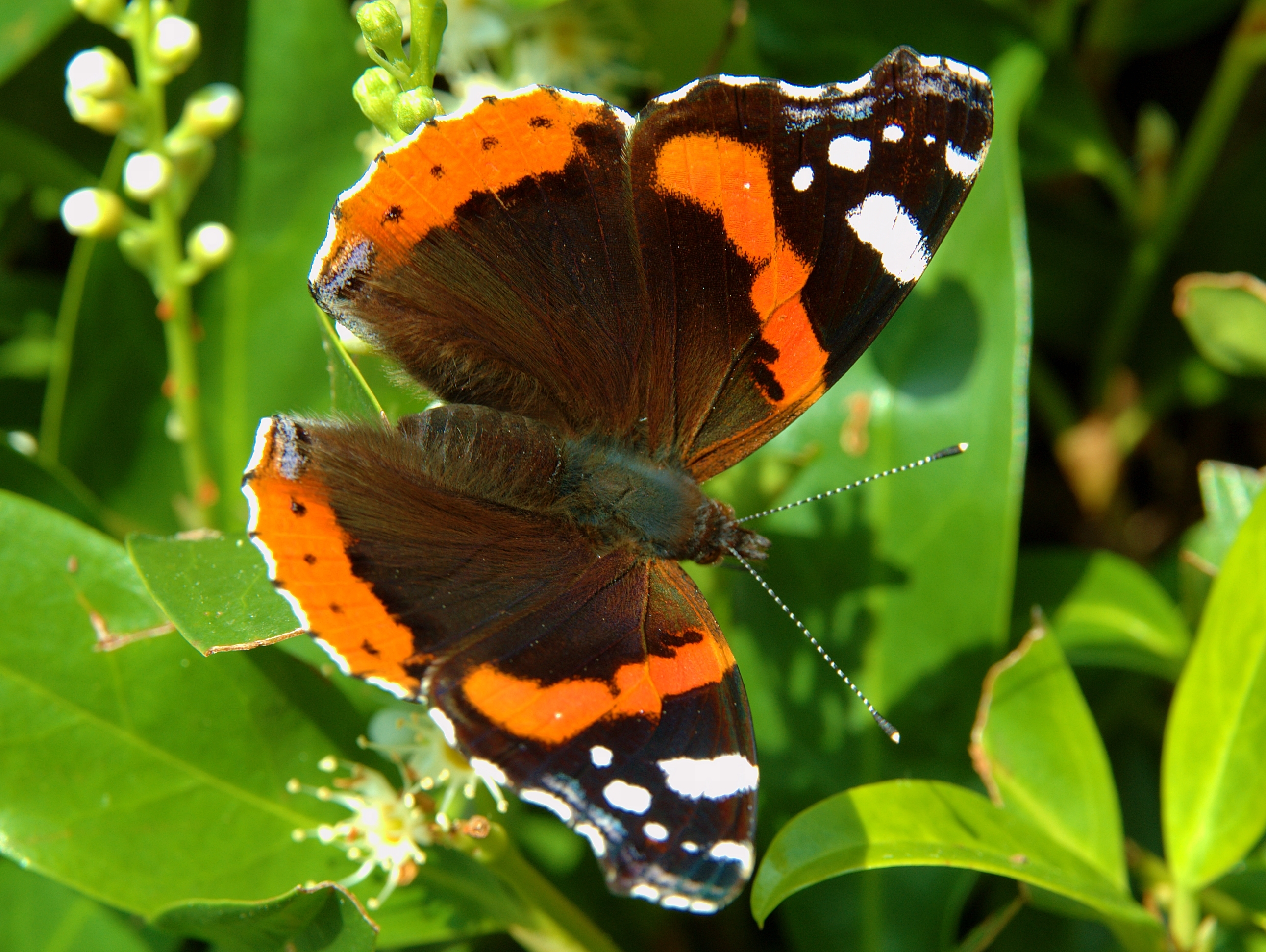
Vanessa atalanta ou Vulcain

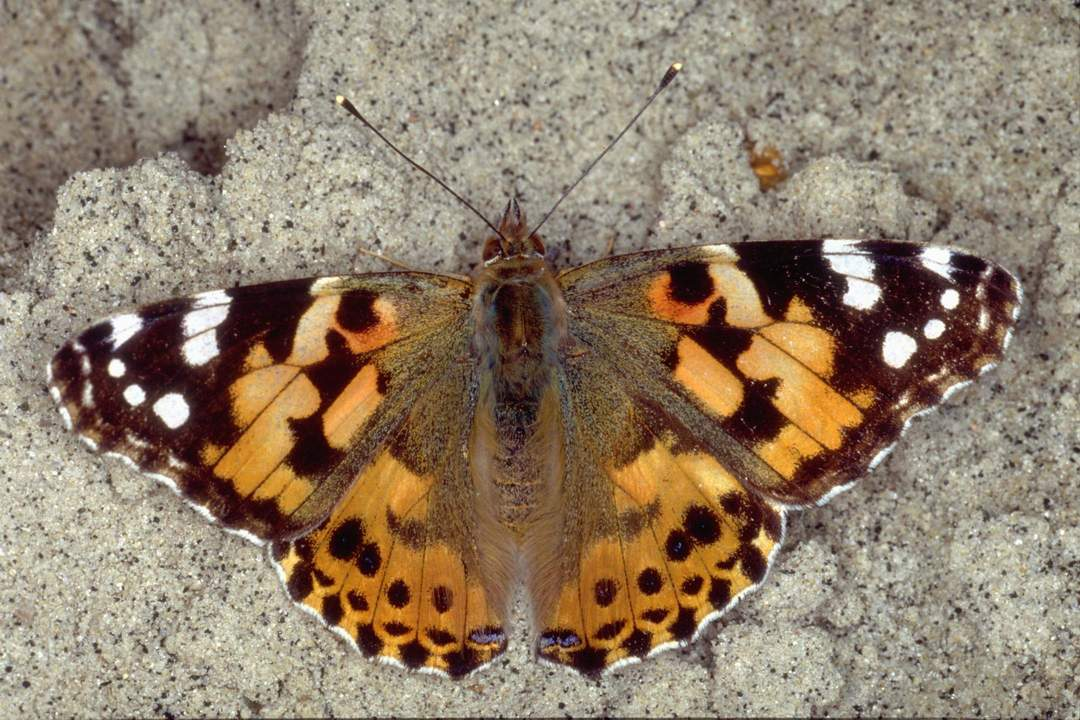
Vanessa cardui

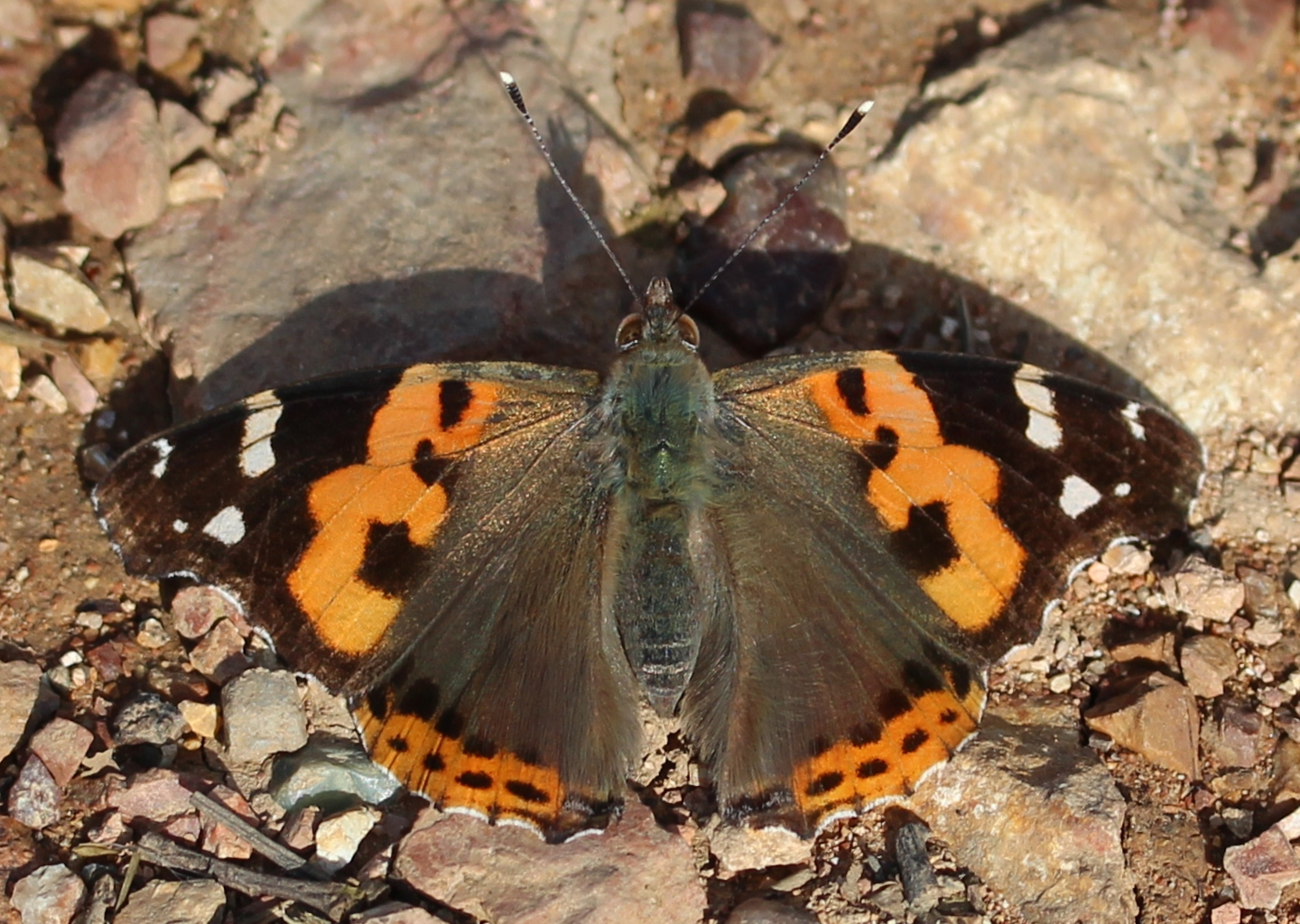
Vanessa indica

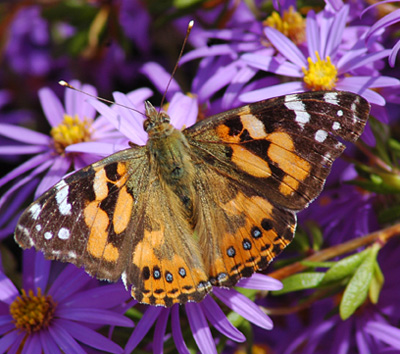
Vanessa kershawi ou Australian Painted Lady

Au sein du genre Vanessa, des événements stressants de type changements brusques et importants de température peuvent induire des changements de phénotype par la plasticité phénotypique. Ces patterns peuvent ensuite être fixés dans la population. La modification de l'aire de couleur orange au sein des espèces Vanessa atalanta (le Vulcain) et Vanessa indica peut être induite expérimentalement et s'est produite plusieurs fois de manière indépendante dans les populations naturelles des papillons du genre Vanessa. 
Les modifications "TS type" (TS pour "temperature shock") peuvent également être produites par certains produits chimiques.
Quand Vanessa cardui est exposée à un stress environnemental, sa plasticité phénotypique lui fait ressembler à Vanessa kershawi ce qui sous-entend donc que l'ancêtre commun de ces deux espèces avait la même plasticité phénotypique en réponse à un stress environnemental.
Les ancêtres des espèces du genre Vanessa indica d'Indonésie ont été exposés à un traitement naturel de température ce qui a conduit à l'évolution des patterns de couleur comme un effet secondaire de la résistance au froid. En effet, la sélection naturelle a permis aux populations isolées dans les régions montagneuses, où la température est relativement basse par rapport à la température préférée de ces papillons et où il y a de nombreuses fluctuations de la température en une journée, de devenir plus résistantes au froid. 
Cette augmentation de résistance au froid s'est accompagnée de changements des patterns de couleurs bien qu'il n'y ait apparemment pas de relation fonctionnelle entre résistance au froid et la coloration.
La résistance au froid épigénétiquement héritée pourrait expliquer son développement rapide et l'évitement de l'extinction de la population car la sélection naturelle a besoin de nombreuses générations pour opérer.
La plasticité phénotypique joue ainsi un rôle important dans l'évolution des patterns de couleur.

### Sélection sexuelle
Certains individus sont plus attrayants que d'autres et vont donc avoir des meilleures opportunités de s'accoupler. Il va donc y avoir des différences dans le nombre de descendants selon les individus. Chez les papillons, la forme, les motifs et couleurs de la surface dorsale des ailes sont des caractères sexuels secondaires et les mâles sont soumis au choix des femelles,. La coloration des papillons va donc être affectée non seulement par la sélection naturelle mais également par les préférences des femelles dans le cadre de la sélection sexuelle. 

#### Exemple deBattus philenor
Chez Battus philenor communément appelé Pipevine Swallowtail, les femelles préfèrent les mâles plus colorés. Ces derniers exhibent des signaux honnêtes (théorie du handicap) sur leur qualité se traduisant par des colorations vives. Les mâles plus colorés ont plus de ressources pour investir dans la reproduction par la production d'un spermatophore plus large. Cela suggère que les femelles peuvent recevoir des bénéfices matériels augmentés en s'accouplant avec des mâles plus colorés. En effet, les spermatophores produits par le mâle B. philenor contiennent des nutriments destinés à la femelle qui permettent d'augmenter sa valeur sélective. Le mâle contribue donc énergétiquement à la production de sa descendance ce qui améliore d'une part la survie de la femelle mais lui permet également de produire une descendance de meilleure qualité.  
L'évolution de la coloration des mâles est donc soumise aux préférences des femelles.

#### Exemple deBicyclus anynana
Chez Bicyclus anynana, les femelles choisissent les mâles en fonction de la taille et la brillance des ocelles. Les femelles préfèrent les ocelles de taille petite ou moyenne sans discrimination et les ocelles de grande taille sont contre-sélectionnées. Robertson K. A. & Monteiro A. (2005) ont montré que les ocelles chez B. anynana ont une forte réflectivité aux ultraviolets et sont soumises à la préférence des femelles pour un maximum de réflectivité. D'autre part, les femelles ne font pas de discrimination entre les mâles avec ou sans la bordure dorée des ocelles puisque le seul critère de sélection semble être la pupille centrale blanche. 
Les auteurs proposent que la sélection sexuelle par les femelles plutôt que l'évitement des prédateurs a été un facteur de sélection important dans les premiers stades de l'évolution des ocelles.

## Liens interlangues
- Bicyclus anynana
- trade-off